# Sloboda-Kustovețka, Hmilnîk
Sloboda-Kustovețka (în ucraineană Слобода-Кустовецька) este un sat în comuna Krîjanivka din raionul Hmilnîk, regiunea Vinnița, Ucraina.

## Demografie
Componența lingvistică a localității Sloboda-Kustovețka
     Ucraineană (97,93%)
     Rusă (1,65%)
     Alte limbi (0,41%)
Conform recensământului din 2001, majoritatea populației localității Sloboda-Kustovețka era vorbitoare de ucraineană (97,93%), existând în minoritate și vorbitori de rusă (1,65%).